# ویکی‌سفر ویتنامی
ویکی‌سفر ویتنامی نسخهٔ زبان ویتنامی وب‌گاه ویکی‌سفر است؛ که در تاریخ ۱۱ اوت ۲۰۱۳ ایجاد گردید.

## تاریخچه
نسخه زبان ویتنامی ویکی‌سفر هم اکنون، با بیش از ۱۵۹۷ راهنمای سفر، در ردهٔ سیزدهم ویکی‌سفرها قرار دارد.